# كويلة كبيرة الفك
كويلة كبيرة الفك (الاسم العلمي:Coilia macrognathos) (بالإنجليزية: Longjaw grenadier anchovy)‏ هي نوع من الأسماك تتبع جنس الكويلة من الفصيلة البلمية.